# Sardár Vallabhbháí Patél
Sardár Vallabhbháí Džhaverbháí Patél (vyslov "Valab-bháí";  hindsky [ʋəlləbˈbʱaːi pəˈʈeːl]) (31. října 1875 – 15. prosince 1950) byl indický právník a politik. Byl to jeden z vůdců Indického národního kongresu a jeden z otců zakladatelů samostatné Indické republiky. Sehrál klíčovou roli v boji Indie za nezávislost a v procesu jejího sjednocení a integrace v celistvou zemi. Přídomek Sardár v hindštině, perštině a urdštině znamená šéf nebo hlavní.
Patél se narodil na gudžarátském venkově. Vystudoval a později praktikoval právo. Poté byl inspirován myšlenkami nenásilné politiky Mahátma Gándhího a začal se politicky angažovat. Zorganizoval rolníky ve svém okolí k nenásilné občanské neposlušnosti proti represivním britským složkám. Postupně získával na vlivu v Gudžarátu a poté i v měřítku celé koloniální Indie. Podporoval hnutí pro stažení Britů z Indie.
Po osamostatnění Indie se stal jejím prvním ministrem vnitra a místopředsedou vlády (od roku 1947). Zasloužil se o zavedení jednotných celoplošných administrativních služeb. Do dějin se zapsal jako vynikající diplomat, který dokázal dojít k dohodě mezi zprvu často znepřátelenými geograficky a názorově roztříštěnými částmi Indie.
Koncem listopadu 2018 byla v gudžarátském okrese Narmadá odhalena jeho socha, která je se 182 metry nejvyšší sochou na světě.